# 연희 (후한)
연희(延熹)는 중국 후한(後漢) 환제(桓帝)의 여섯 번째 연호이다. 158년 6월에서 167년 6월까지 10년 동안 사용하였다.

## 개원
영수(永壽) 4년 6월 4일(158년 7월 17일)에 연호를 연희(延熹)로 개원함.

## 연대대조표
| 연희                | 원년       | 2년        | 3년        | 4년        | 5년        | 6년        | 7년        | 8년        | 9년        | 10년       |
| 서력                | 158년      | 159년      | 160년      | 161년      | 162년      | 163년      | 164년      | 165년      | 166년      | 167년      |
| 육십간지 (六十干支) | 무술(戊戌) | 기해(己亥) | 경자(庚子) | 신축(辛丑) | 임인(壬寅) | 계묘(癸卯) | 갑진(甲辰) | 을사(乙巳) | 병오(丙午) | 정미(丁未) |

## 같이 보기
- 중국의 연호